# Anasztázia montenegrói hercegnő
Anasztázia montenegrói hercegnő, férjezett Anasztaszija Nyikolajevna orosz nagyhercegné (szerbül: Кнегиња Анастасија Николајевна Петровић-Његош / Kneginja Anastasija Nikolajevna Petrović-Njegoš, oroszul: Великая княгиня Анастасия Николаевна Романова; Cetinje, 1868. december 23. – Antibes, 1935. november 25.) montenegrói hercegnő, első házassága révén Leuchtenberg uralkodó hercegnéje és Romanovszkaja hercegné, második házassága révén orosz nagyhercegné.

## Élete

### Származása és gyermekkora
Anasztázia hercegnő – családi körben használatos becenevén Sztana – 1868 decemberében látott napvilágot a montenegrói királyi család egyik tagjaként, I. Miklós montenegrói fejedelem és Milena Vukotić királyné harmadik leányaként.
A hercegnőt és nővérét, Milica hercegnőt hamar elszakították családjuktól, amikor II. Sándor orosz cár uralkodása alatt politikai okból Szentpétervárra kerültek a cári család gyámsága alá. Az orosz uralkodócsalád a Szmolnij Intézetben, egy jó nevű, nemes kisasszonyok számára fenntartott iskolában neveltette a két hercegnőt. A család kedvesen, örömmel fogadta a testvéreket, a családi összejövetelekre is meghívta őket; ellenben a szentpétervári arisztokrácia gúnyosan figyelte a montenegrói hercegnőket, nem tartván őket „jó partinak”. A nővérek tanulmányaik befejezése után is az orosz fővárosban maradtak; testvérük, Zorka hercegnő – a későbbi I. Péter szerb király felesége és I. Sándor jugoszláv király anyja – korai halálát követően az ő gondjaikra bízták unokahúgukat, Ilona szerb királyi hercegnőt, aki ugyancsak a Szmolnijba került.

### Első házassága és gyermekei
1889. augusztus 28-án Peterhofban Anasztázia hercegnő nőül ment az öt évvel korábban megözvegyült György leuchtenbergi herceghez, orosz földön használatos nevén Georgij Makszimilianovics Romanovszkij herceghez . A herceg, aki 1901-ben lett Leuchtenberg uralkodója, ugyan elvileg koronás főnek mondhatta magát, mégis az alacsonyabb nemesi réteghez tartozott. Édesapja Maximilien de Beauharnais volt, aki Marija Nyikolajevna orosz nagyhercegnővel kötött házassága után a „Romanovszkij herceg” rangra emelkedett, ezzel mintegy félig bekerülve a cári családba. Házasságkötésével Anasztázia hercegnő – Oroszországban használatos nevén Anasztaszija Nyikolajevna – bekerült az orosz nemesség felsőbb köreibe. Férjével kapcsolata hamar tönkrement, ennek ellenére két gyermekük született:
- Szergej Georgijevics Romanovszkij leuchtenbergi herceg (1890–1974), 1942–1974 között Leuchtenberg címzetes uralkodó hercege
- Jelena Georgijevna Romanovszkaja hercegnő (1892–1971), házassága révén Tyszkiewicza grófné.

Anasztaszija Nyikolajevna hercegné a századforduló környékén már viszonyt tartott fenn egyik távoli rokonával és egyben Milica húga sógorával, ifjabb Nyikolaj Nyikolajevics nagyherceggel. A közvéleményt sokkolta kettejük kapcsolata, hiszen a nagyherceg szigorú életvitelt folytatott, magánéletébe csak legszűkebb családi körének engedett bepillantást. A nagyherceg és a hercegné kapcsolata nem maradt titok György leuchtenbergi herceg előtt sem, aki beleegyezett, hogy 1906. november 28-án kimondják házassága felbontását.

### Második házassága

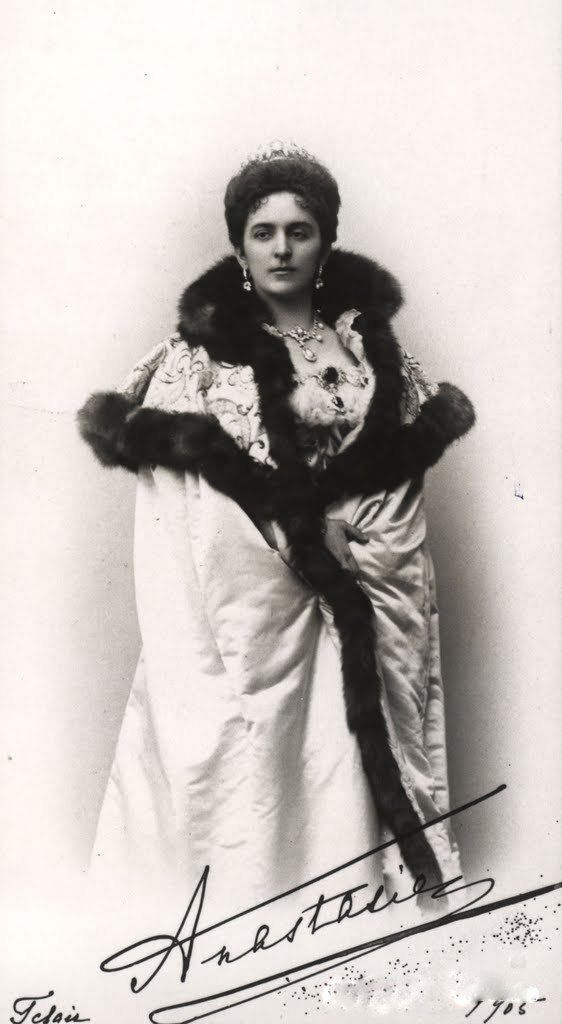
Anasztázia montenegrói hercegnő, 1905

Annak ellenére, hogy Anasztaszija Nyikolajevna mindig is közel állt II. Miklós orosz cárhoz – az uralkodó volt például Szergej Georgijevics keresztapja – a cár mégsem engedélyezte Nyikolaj Nyikolajevics és a montenegrói hercegnő frigyét. Döntését végül a Szent Szinódus tanácsára változtatta meg; így 1907. május 12-én Jaltán a pár egybekelhetett egy szerény ceremónia keretében, melyen csak Nyikolaj nagyherceg öccse, Pjotr nagyherceg és neje, Milica nagyhercegné vettek részt. A házaspár harmonikus, boldog viszonyban élt; gyermekük ellenben nem született.
Anasztaszija Nyikolajevna és nénje, Milica az okkultizmus és miszticizmus hívei voltak. Eleinte egy Philippe nevű sarlatán követői közé tartoztak, de amikor Grigorij Raszputyin kezdett hírnévre szert tenni a szentpétervári arisztokrácia körében, a nővérek Raszputyin társaságába szegődtek. 
Raszputyin képes volt meggyógyítani a vérzékenységben szenvedő Alekszej cárevicset. A legtöbb Romanovnak, így például Marija Fjodorovna anyacárnénak, szilárd meggyőződése volt, hogy Anasztaszija és Milica egyengették Raszputyin útját a cári családig. Raszputyin nagy befolyásra tett szert Alekszandra Fjodorovna cárné és II. Miklós cár felett, ami végül ahhoz vezetett, hogy a Romanovok elvesztették tekintélyüket a nép szemében.
Anasztaszija nagyhercegné a pánszlávizmus híve volt, az ő hatására lett férje is az ideológia követője. A házaspár közel állt az uralkodóhoz és feleségéhez; az orosz udvar ridegségétől menekülő Alekszandra Fjodorovna cárné a montenegrói hercegnő barátságában lelt menedékre. Anasztaszija Nyikolajevnát és férjét szoros kötelékek fűzték Pjotr Nyikolajevicshez és Milica Nyikolajevnához. A két nővér rendszeresen jótékonykodott; többek között apácarendeket támogattak.

### Száműzetésben
Amikor 1917-ben összeomlott a monarchia, a Nyikolajevicsek – id. Nyikolaj Nyikolajevics, Anasztaszija nagyhercegné apósának leszármazottjai – a Kaukázusban voltak, mivel 1915-ben ifjabb Nyikolaj Nyikolajevics lett a terület cári helytartója. A bolsevikok hatalomátvételének hírére a Nyikolajevicsek a Krím félszigetre utaztak, ahol több Romanov is gyülekezett a bolsevikok elől menekülve. 1918 novemberében egy brit hadihajó érkezett a Krímre, hogy elszállítsa az életben maradt családtagokat. Az ajánlattal azonban csak néhányan éltek; a Nyikolajevicsek ottmaradtak Marija Fjodorovna anyacárnéval. 1919 elején a HMS Marlborough angol hajó újból menekülési lehetőséget kínált nekik, és ezúttal már nem utasították vissza azt.
A Nyikolajevicsek Isztambulban átszálltak a HMS Nelsonra, mely Olaszországba, Genovába vitte őket. Ilona olasz királyné, Anasztaszija Nyikolajevna nővére menedéket ajánlott fel a família számára. A család később Franciaországba települt át, akárcsak a legtöbb orosz emigráns. Anasztaszija Nyikolajevna nagyhercegné és volt leuchtenbergi hercegné 1929-ben lett özvegy; hat évvel később, 1935. november 25-én ő is követte férjét a másvilágra.